# Heinz Czeike
Heinz Czeike, auch Heinzi Czeike (* im 20. Jahrhundert), ist ein deutscher Schauspieler und Hörspielsprecher, der als Kinderdarsteller bekannt wurde.

## Filmographie (Auswahl)
- 1953: Der Verschwender
- 1956: Wilhelm Tell
- 1958: Ein gewisser Judas
- 1958: Der veruntreute Himmel
- 1959: Katja, die ungekrönte Kaiserin
- 1962: Ende schlecht, alles gut
- 1962: Parlez-vous français?
- 1963: Wie man mich wünscht
- 1963–1964: Wohlstand – kritisch betrachtet
- 1964: Das vierte Gebot
- 1967: Wolken über Kaprun

## Hörspiele (Auswahl)
- 1953: Jacques Constant: General Frédéric – Regie: Otto Ambros (Hörspielbearbeitung – ORF)
- 1956: Ferdinand Raimund: Der Verschwender (Michel) – Regie: Otto Ambros (Hörspielbearbeitung – ORF)
- 1957: Henri Gheon: Weihnachten auf dem Marktplatz (Bruno) – Regie: Julius Filip (Hörspielbearbeitung – ORF)
- 1959: Hugo Hartung: Ein Junitag (Bub) – Regie: Gert Westphal (Hörspielbearbeitung – SWF/BR/ORF)
- 1960: Ödön von Horváth: Figaro läßt sich scheiden (Carlos) – Regie: Edwin Zbonek (Hörspielbearbeitung – ORF)
- 1960: Ferdinand Raimund: Auf Raimunds Zauberinsel: Diamant des Geisterkönigs/Der Verschwender/Der Bauer als Millionär/Der Alpenkönig und der Menschenfeind (Laternbüble/Kind (Der Verschwender)) – Regie: Günther Bungert (Hörspielbearbeitung – ORF/SWF)
- 1960: Gerhard Fritsch, Franz Hiesel: Die Reise nach Österreich (4. Teil: Lokaltermin) (Klein-Ferdy) – Regie: Gerlach Fiedler (Original-Hörspiel – NDR/ORF)
- 1963: Edzard Schaper: Stern über der Grenze (Kyrill) – Regie: Julius Filip (Hörspielbearbeitung – ORF)
- 1964: Hermann Freudenberger: Hinter den Spiegeln (Sohn) – Regie: Herbert Brunar (Hörspielbearbeitung – ORF)
- 1966: Johann Nestroy: Der Talisman (Hans, Bauernbursch) – Regie: Ernst Wolfram Marboe (Hörspielbearbeitung – ORF)
- 1967: Ödön von Horváth: Jugend ohne Gott (3 Teile) (Schüler B) – Regie: Ernst Wolfram Marboe (Hörspielbearbeitung – ORF)
- 1968: Kurtmartin Magiera: Das Mädchen mit den schiefen Schultern – Regie: Erich Schwanda (Hörspielbearbeitung – ORF)
- 1969: Marcel Valmy: Eine kleine Lüge (2. Harlekin) – Regie: Ernst Wolfram Marboe (Hörspielbearbeitung – ORF)
- 1970: Madie Bendermacher-Strohe: So sehen Fliegen das (Stechfliege) – Regie: Ernst Wolfram Marboe (Originalhörspiel – ORF)
- 1973: Heinz Rudolf Unger: Sintflut – Regie: Georg Madeja (Originalhörspiel – ORF)
- 1973: Heinz Rudolf Unger: Spartakus – Regie: Georg Madeja (Originalhörspiel – ORF)
- 1974: Peter Matejka: Affenbraten – Regie: Georg Madeja (Originalhörspiel – ORF)